# Agrostis schraderana
Agrostis schraderana é uma espécie de gramínea do gênero Agrostis, pertencente à família Poaceae.